# Ярослав (герб)

Герб муніципалітету Ороньсько

Ярослав (пол. Jarosław) – шляхетський герб, наданий в Царстві Польському.

## Опис герба
Опис з використанням класичних правил блазонування:
Щит ділиться золотим перев'язом вліво, у першому червоному полі срібний єдиноріг вліво, у другому блакитному золотий дельфін. Клейнод: надшляхетською короною два чорні орлині крила, між якими золота шестипроменева зірка. Намет: праворуч блакитний, зліва червоний, підбитий золотом. Під щитом-стрічка з девізом BEATUS QUI UTILIS (лат. БЛАЖЕННИЙ КОРИСНИЙ.)

## Найбільш ранні згадки
Герб разом з потомственним шляхетством присвоєно 14 січня 1840 р. Ксаверію Івановичу (Францишеку Ксаверію) Крістіані (Христіані) (1772—1842), сину Яна, генералу-лейтенантові Корпусу Інженерів, генеральному директору наземних і водних сполучень в Царстві Польському за особливі заслуги, на основі статті 3-ої і статті 16-ої пункту 2 Положення про дворянство 1836 року, грамотою Імператора Миколи I.

## Гербовий рід
Тому що герб походив з особистої нобілітації, право на нього має тільки один гербовий рід: Крістіані.
- Францішек Ксаверій (Ксаверій Іванович) Крістіані (Franciszek Ksawery Christiani)

## Використання у територіальній геральдиці
Половина єдинорога і дельфіна з гербом Ярослав разом зі смолоскипом з герба Прислуга знаходяться в гербі муніципалітету Ороньсько.